# Castillo de Banchette
El Castillo de Banchette (Castello di Banchette en italiano) es un antiguo castillo situado en el pueblo piamontés de Banchette en el norte de Italia.

## Historia
Las ruinas del castillo, que se remonta al siglo XII, fueron restauradas en la mitad del siglo XIX por la familia Pinchia. Sucesivamente, el edificio fue restaurado otra vez por Emilio Pinchia, político, escritor y poeta. Estos trabajos fueron dirigidos por el arquitecto Ottavio Germano, colaborador del más célebre Alfredo d'Andrade.